# Alphonse Diegerick
Alphonse Diegerick (Ieper, 6 april 1851 - Gent, 6 april 1911) was een Belgisch historicus en archivaris. Hij was de zoon van Isidore Diegerick, stadsarchivaris van Ieper.

## Levensloop
Na zijn middelbare school gevolgd te hebben aan het Ieperse gemeentecollege, waar zijn vader tot 1851 les had gegeven, slaagde Alphonse Diegerick in 1868 voor het examen van 'gradué en lettres', de ingangsproef voor universitair onderwijs. In 1870 behaalde hij daarop de graad van kandidaat in de wijsbegeerte en letteren aan de universiteit van Gent, waarna hij terugkeerde naar zijn geboortestad.
In 1873 werd Diegerick door het Ieperse stadsbestuur aangesteld als hulparchivaris en -bibliothecaris, wat door de plaatselijke krant L'Opinion als nepotisme werd bestempeld, aangezien zijn vader al sinds 1847 Iepers stadsarchivaris was. Vanaf 1880 vervulde hij de taken van secretaris-schatbewaarder van het Ieperse Bureel van weldadigheid.
Diegerick ging op 19 april 1882 aan de slag in het Rijksarchief te Gent, waar hij adjunct-conservator werd onder conservator Felix-Henri D'Hoop. Op 3 november 1892 volgde hij D'Hoop op, nadat hij al twee jaar in feite de rol van de zieke conservator had overgenomen. Onder zijn leiding werd het Rijksarchief verhuisd naar het Geeraard de Duivelsteen. Het engagement van de archivaris reikte verder dan het Rijksarchief. Diegerick was lid van de commissie die toezicht hield over het Gentse stadsarchief. Bovendien richtte hij mee de Maatschappij voor Geschiedenis en Oudheidkunde op, waar hij de taken van bibliothecaris op zich nam.